# Римська Швейцарія
Територія сучасної Швейцарії була частиною Римської республіки та імперії впродовж шістьох століть, починаючи з поступового захоплення цих земель римськими арміями з II століття до н. е. та закінчуючи падінням Західної Римської імперії в V столітті нашої ери.
У ході низки військових кампаній, спрямованих на контроль над стратегічними маршрутами з Італії через Альпи до Рейну та Галлії, римляни підкорили переважно кельтські племена на цій території — передусім завдяки перемозі Гая Юлія Цезаря над найбільшим племенем — гельветами у 58 році до н. е. під час Галльської війни. В епоху римського панування ця територія була плавно інтегрована в процвітаючу імперію, а її населення асимілювалося в ширшу галло-римську культуру до II століття нашої ери, коли римляни залучили місцеву аристократію до участі в місцевому управлінні, побудували мережу доріг, що з'єднали їхні новостворені колоніальні міста, і розділили територію між римськими провінціями.
Римська цивілізація почала відступати з території Швейцарії, коли вона знову стала прикордонним регіоном після кризи III століття. Римський контроль послабився після 401 року нашої ери, але повністю не зник до середини V століття, після чого територію почали займати германські народи.

## Швейцарія перед римським завоюванням
Швейцарське плато, у межах природних кордонів Альп на півдні та сході, Женевського озера і Рони на заході та Рейну на півночі, було визнано Юлієм Цезарем як суміжна територія.
З V століття до нашої ери на цій території домінувала латенська культура, заселена переважно кельтськими племенами (галлами), найчисленнішим з яких були гельвети, але до них також належали раураки на північному заході Швейцарії з центром у Базелі та аллоброги довкола Женеви. На південь від Швейцарського плато проживали нантуати, седуни та верагри у Вале, лепонтійці в Тічино, а рети контролювали Граубюнден, а також великі території навколо нього.

## Римське завоювання

### Ранні контакти
Першою частиною сучасної Швейцарії, яка потрапила під владу Риму, був південний Тічино, анексований після перемоги римлян над інсубрами в 222 р. до н. е. Територія аллоброгів навколо Женеви перейшла під римський контроль до 121 р. до н. е. і була включена до провінції Нарбонська Галлія до початку Галльської війни (58–51 рр. до н. е.)
Близько 110 р. до н. е. два гельветські племена під проводом Дівикона — тігуринці та тугенці, яких іноді ототожнюють з тевтонами, приєдналися до мандрівних германських кімврів у їхньому поході на захід. Під час Кімврської війни вони розбили римське військо під командуванням Луція Кассія Лонгіна у битві під Бурдігалою в 107 р. до н. е., але після перемоги римлян над тевтонами в Аквах Секстієвих у 102 р. до н. е. тігуринці повернулися, оселившись на Швейцарському плато.

### Поразка гельветів
У 61 р. до н. е. гельвети під проводом Оргеторікса вирішили залишити свої землі та вирушити на захід, спаливши за собою свої поселення — дванадцять опідів, за словами Цезаря, і близько 400 сіл. Вони зазнали рішучої поразки від Цезаря в битві під Бібрактою у 58 р. до н. е. Після їхньої капітуляції Цезар відправив гельветів додому, надавши їм статус федератів, або союзників Риму, але ще не повністю підкоривши їх римській владі (як вважалося раніше).
Політика Цезаря була спрямована на контроль над територією на захід від Юри та Рейну, а також на блокування потенційних маршрутів вторгнення зі сходу вздовж Юри. Рети, яких Страбон описував як диких воїнів, продовжували здійснювати напади на Швейцарське плато і також мали стримуватися. З цією метою Цезар доручив гельветам та рауракам захищати їхню територію та заснував дві колонії ветеранів — одну, Колонія Юлія Еквестріс (тепер Ньйон) на берегах Женевського озера, і іншу руками Луція Мунація Планка на північному заході Швейцарії, що передувала більшій колонії Августа Раурика, заснованій Августом близько 6 р. н. е.

### Завоювання Альп

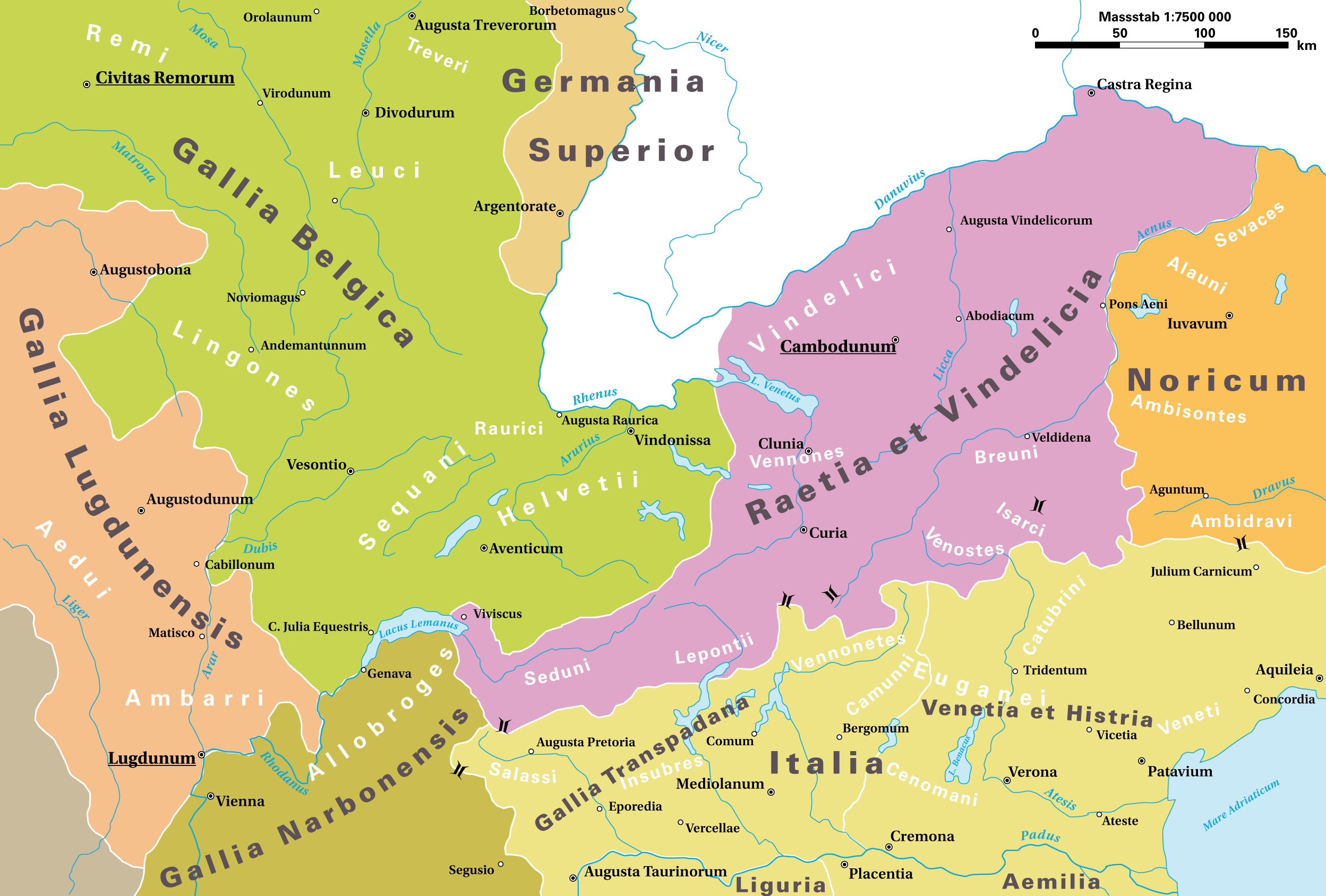
Центральна Європа у 14 р. н. е.: Швейцарія поділена між провінціями Реція і Вінделіція та Галлія Белгіка

Спроба Цезаря відкрити Великий Сен-Бернарський перевал для римського транспорту зазнала невдачі у 57 р. до н. е. через сильний опір місцевих верагрів. Узгоджені та успішні зусилля з метою контролю над альпійським регіоном були здійснені його наступником, Августом, оскільки швидкий розвиток Лугдуна (Ліон) зробив пріоритетом створення безпечного та прямого шляху з Галлії до Італії.
У 25 р. до н. е. армія під командуванням Авла Теренція Варрона Мурени знищила салассів у долині Аоста. У період між 25 і 7 рр. до н. е. — або після кампанії в долині Аоста, або, що більш ймовірно, під час завоювання Реції у 15 р. до н. е. — кампанія також підкорила кельтські племена Вале та відкрила Великий Сен-Бернарський перевал.
Це завоювання було наслідком імперативу Августа зміцнити імперські кордони. Для ефективного контролю над Альпами, які були щитом Північної Італії, Рим мав контролювати обидва фланги гірського хребта. Таким чином, він мав розширити свою владу до Рейну та Дунаю, тим самим відкриваючи прямий шлях до Германії та всієї Центральної Європи. Останньою перешкодою на цьому шляху були рети. Після першої експедиції проти них під проводом Публія Сілія Нерви у 16 р. до н. е., більш істотна кампанія під проводом Друза та майбутнього імператора Тиберія забезпечила контроль Риму над Рецією — а отже, й над усією Швейцарією.
Альпійський трофей, побудований Августом у 7 р. до н. е. на честь його завоювання Альп, серед переможених народів згадує племена Реції та Вале, але не гельветів. Схоже, що вони мирно увійшли до складу імперії протягом першого століття нашої ери, за винятком їхньої участі у конфліктах Року чотирьох імператорів, 69 р. н. е.

## Римська Швейцарія
Історія Швейцарії під римським правлінням, від часів Августової епохи до 260 р. н. е., була періодом виняткового миру та процвітання. Pax Romana став можливим завдяки захисту добре вбезпечених і віддалених імперських кордонів та мирній і плавній романізації місцевого населення. Римляни урбанізували територію численними поселеннями та побудували мережу високоякісних римських доріг, що з'єднували їх, що дозволило інтегрувати Гельветію в імперську економіку.

### Римські поселення

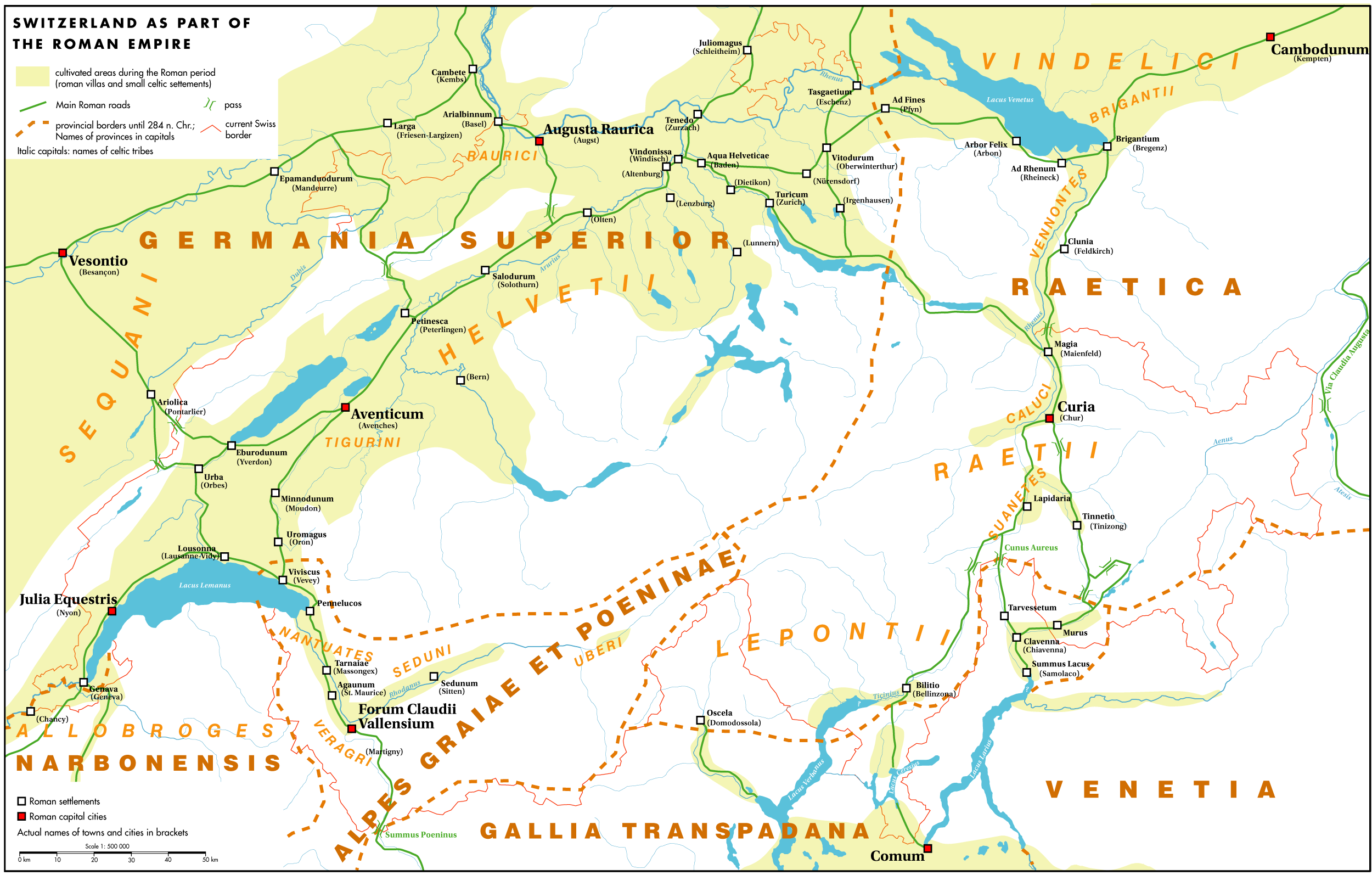
Політичні кордони та поселення на території Швейцарії, 90—284 н. е.

Хоча римська присутність завжди була сильною в Альпах, де потрібно було тримати відкритим важливий Північно-Південний шлях, Швейцарське плато не зазнавало романізації в перші десятиліття по завоюванню. Головними римськими поселеннями в Швейцарії були міста Юлія Еквестріс (Ньйон), Авентик (Аванш), Августа Раурика (Аугст) та Віндонісса (Віндіш). Також знайдено докази існування майже двадцяти римських селищ (віків) у I—III століттях н. е., а також сотень вілл різних розмірів, побудованих у західній та центральній частині Швейцарського плато. Відомі вікі включають:
- у Романдії: Ебуродун (Івердон-ле-Бен), Генава (Женева), Лусонна (Лозанна), Міннодур (Мудон), Урба (Орб), Уромаг (Орон), Вівіск (Веве);
- у Вале: Агаун (Сен-Моріс), Форум Клавдії Валленсіум (Мартіньї), Пеннелок, Седун (Сьйон), Тарни (Масонже);
- у центральній та північній Швейцарії: Акве Гельветіке (Баден), Ад Фінес (Пфін), Берн, Аріалбінн (Базель), Камбіодун (Іргенгаузен), Дітікон, Юліомаг (Шляйтгайм), Цент Прата (Кемпратен), Ленцбург, Люннерн, Ольтен, Петінеска (Штуден), П'єр Пертюї, Салодур або Солодур (Золотурн), Тасгетій (Ешенц), Тенедо (Цурцах), Турик (Цюрих), Вітудур (Вінтертур);
- у Реції: Ад Ренум (Райнек), Арбор Фелікс (Арбон), Білітіо (Беллінцона), Курія (Кур), Магія (Маєнфельд), Лапідарія, Тіннетіо (Тініцонг-Рона).

Колонії Ньйон й Августа Раурика спочатку не мали великого культурного впливу за межами своїх безпосередніх околиць. Після римських військових поразок у Германії в 12–9 рр. до н. е. та 6–9 рр. н. е., кордон було переміщено назад до Рейну. Він охоронявся вісьмома легіонами, один з яких, спочатку Legio XIII Gemina, базувався у постійному таборі Віндонісса (Віндіш).
Авентик (Аванш), ймовірно, був столицею гельветів від свого заснування на початку I століття. У 40-х роках місто отримало вигоду від трафіку через перевал Сен-Бернар завдяки розширеній Клавдієм дорозі, а у 71 році отримало статус римської колонії та союзного міста. Вважається, що це було зроблено Веспасіаном у знак пошани до міста, де він проживав деякий час, або як захід для кращого контролю над гельветами після подій 69 року шляхом заснування колонії ветеранів серед них.

### Адміністративний поділ
Спершу Альпами управляв імператорський легат в Августі Вінделікорум (Аугсбург), потім — прокуратор нової провінції Реція. Вале було відокремлено від Реції Клавдієм у 43 році н. е. і об'єднано з провінцією Грайські Альпи для утворення нової провінції Грайські та Пеннінські Альпи.
На рахунок Швейцарського плато, його західна та центральна частини до Ad Fines (Пфін) адміністративно належали до провінції Белгіка і для військових цілей до Верхньої Германії. Його східна частина належала до Реції.
Цей поділ, встановлений Августом у 22 р. до н. е., супроводжувався перерозподілом територій племен. Він залишався практично незмінним до реформ Діоклетіана в III столітті, коли Швейцарія була розподілена між провінціями Секванія, Відень, Реція Прима, Лігурія і Грайські та Пеннінські Альпи.

### Уряд
Колонії Ньйон, Авентик та Аугуста Раурика керувалися за республіканськими конституціями, подібними до римської. Більшість урядових повноважень здійснювали двоє магістратів, дуумвіри, які обиралися щорічно спочатку всіма громадянами старше 25 років, а згодом міською радою або ordo decurionum. 100 членів цієї ради, яка відповідала Римському Сенату, обиралися дуовірами серед колишніх посадовців або жерців відповідно до їхнього майна і займали посади довічно.
Августа Раурика та Авентик також були лат. civitates, або столицями, неримських племен раураків і гельветів відповідно. У цій якості магістрати Авентика, як дуумвіри колонії гельветів, також керували всім гельветським населенням, яке мало правовий статус лат. incolae (мешканців), наділених латинським правом. Права римських колонів, або колоністів, представляла особлива влада, лат. curatores colonorum Aventicensum (куратори колоністів Авентика). Крім того, римські громадяни всієї території створили лат. cives Romani conventus Helvetici (Асоціація римських громадян у Гельвеції).
Цивітас (племінна громада) гельветів був схожий на громади кельтських племен Вале, які, ймовірно, близько 40 р. н. е. були об'єднані в єдину civitas Vallensis і отримали Форум Клавдії Валленсіум (Мартіньї) як свою столицю. Частини сучасного Тічино належали до колонії Комум (Комо), заснованої у I столітті н. е. На місцевому рівні основними адміністративними одиницями були віки, які замінили гельветські паги, або племена, розпущені під час колонізації. Ці селища мали певну автономію та керувалися обраними магістратами (magistri або curatores).
Хоча урядова система в центральній і західній частині Швейцарії, як описано вище, добре задокументована, про політичну та адміністративну систему в східній Реції майже нічого не відомо. Проте записи того часу свідчать про те, що велика кількість місцевих знатних осіб займала політичні та релігійні посади в Реції, що вказує на те, що римляни успішно залучали місцеву еліту.

### Культура і суспільство

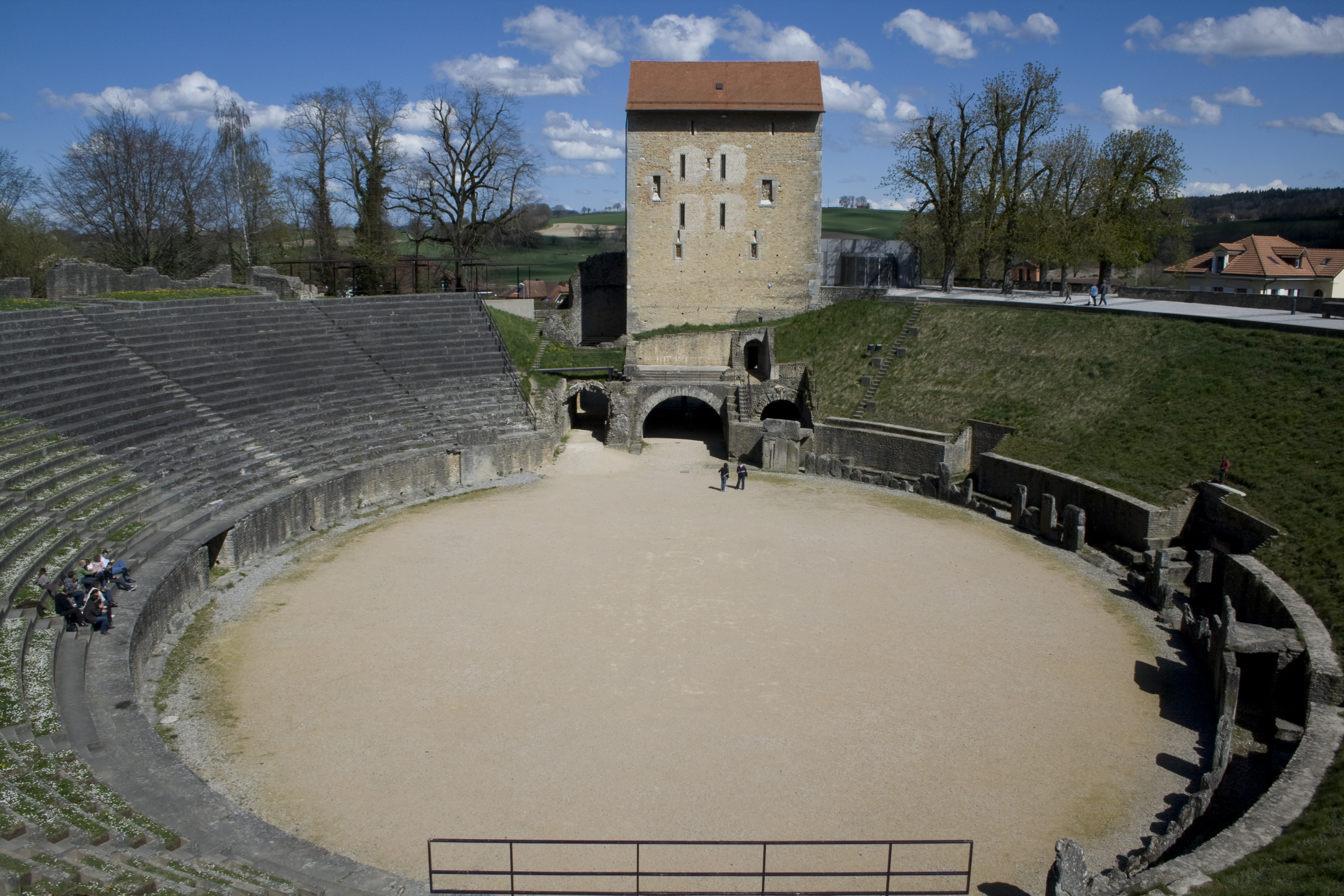
Арена Авентика

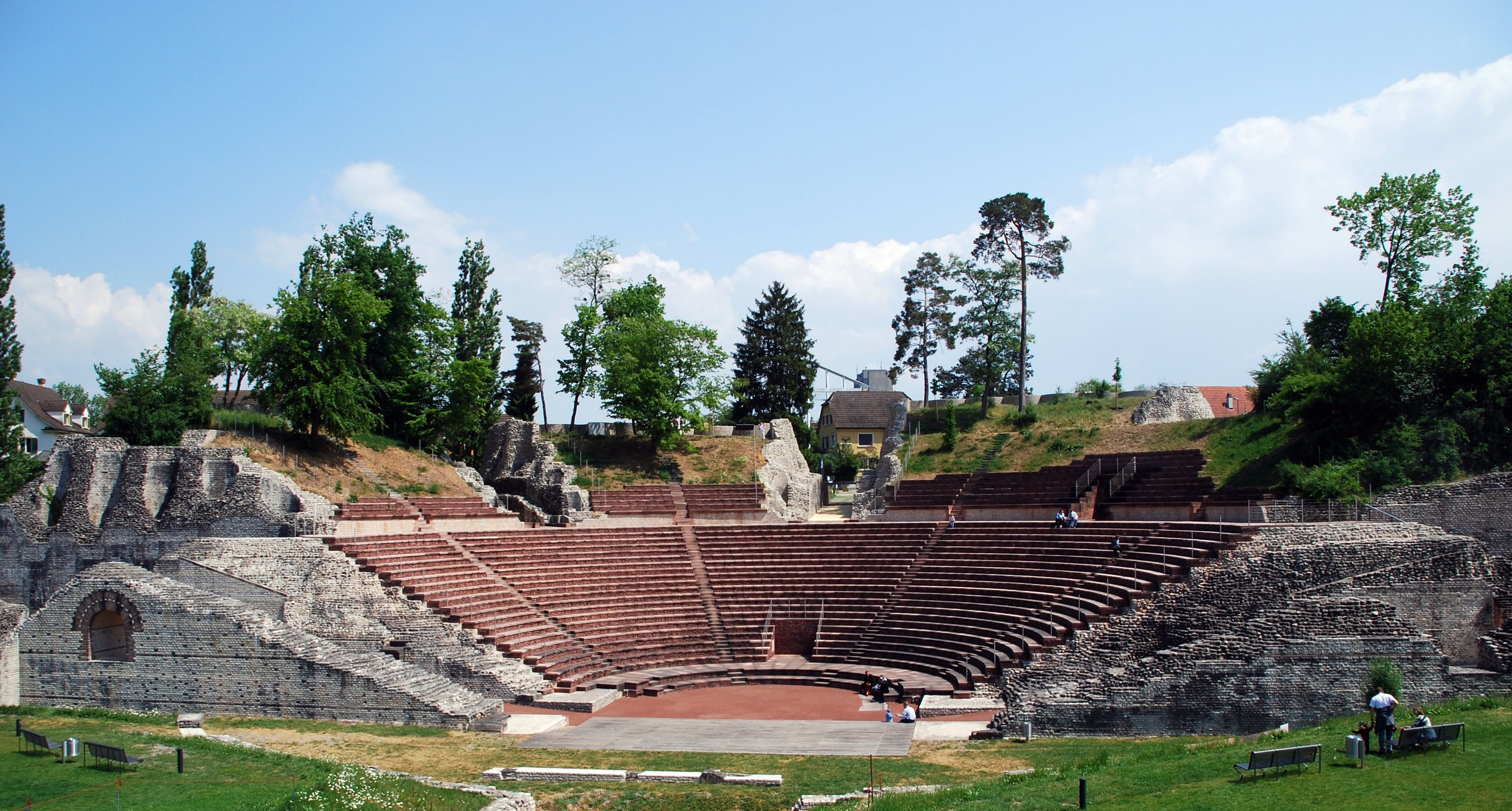
Театр в Августі Раурика

Пам'ятки римської культури, такі як лазні, підлогове опалення та імпортні товари (кераміка, скло, релігійні ікони та твори мистецтва), були знайдені навіть у найбідніших житлах римської епохи, що свідчить про ефективність романізації на всіх рівнях суспільства. Римські громадські лазні були знайдені у всіх селах, храми з інтегрованими театрами — де показували бої тварин чи гладіаторів — у більшості з них.
Хоча нашарування римської культури на місцеве населення, здається, було безпроблемним і всебічним, кельтські традиції не зникли повністю, що призвело до злиття римської та місцевої культури, що характеризувало всі аспекти суспільства. Латина, мова уряду та навчання, поступово замінювала місцеві кельтські діалекти у повсякденному вжитку. Місцеві твори мистецтва та релігійні ікони цього періоду демонструють впливи орнаментального кельтського мистецтва, класичного греко-римського мистецтва та навіть східних стилів з віддалених куточків імперії. Важливим стимулом для місцевого населення до романізації була перспектива отримання різних ступенів римського громадянства та прав, які надавалися разом з ним, включно з правами голосу, обіймати державні посади та служити в армії.
Сотні вілл, знайдених у Швейцарії, деякі дуже розкішні, свідчать про існування заможного та культурного верхнього класу землевласників. Багато вілл належали не римським іммігрантам, а представникам кельтської аристократії, які продовжували утримувати свої землі та свій ранг після римського завоювання. Про нижчі класи відомо набагато менше, хоча є написи, що підтверджують існування гільдій (колегій) човнярів, лікарів, учителів і торговців, а також існування торгівлі рабами.

### Релігія

#### Політеїзм

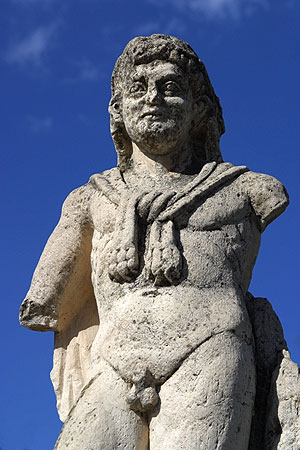
Статуя Геркулеса в Августі Раурика

У ході романізації кельтський політеїзм місцевих племен був злитий — синкретизований — з римською релігією. Кельтські боги стали шануватися під іменами їхніх римських аналогів. Так Лугус був замінений на Меркурія, Беленус — на Аполлона, Тараніс — на Юпітера тощо — відповідно до практики, яку Цезар назвав interpretatio romana. Римські боги також отримували імена місцевих богів як епітети; таким чином Марс шанувався як Марс Катурікс, Меркурій — як Меркурій Кіссоній і Юпітер — як Юпітер Пеннін на честь бога Пеннінських Альп.
З поширенням східних релігій у пізній імперії, що, на відміну від традиційних римських культів, обіцяли винагороди в потойбічному житті, вони також проникли до Галлії. Артефакти, пов'язані з культами богів, таких як Ісіда, Осіріс, Серапіс, Кібела, Серапіос, Діоніс або Мітра, були знайдені на місці кожного римського поселення в Швейцарії.
Велике значення релігії в культурі римської Швейцарії підкреслюється величезними розмірами та центральним розташуванням римських храмів у містах, а також великою кількістю релігійних артефактів, знайдених археологами. Як і всюди в імперії, у Швейцарії практикували імператорський культ; йому присвячено особливо почесний храм у центрі форуму в Ньйоні.

#### Християнство
Перші явні свідчення про християнські громади в Швейцарії датуються після 313 року, коли релігія була офіційно дозволена Міланським едиктом. Однак, безсумнівно, що, як і в Галлії, християнська віра вже мала своїх прихильників задовго до 313 року.
Першим єпископом у Швейцарії був або Юстиніан, єпископ рауриків, у 340 році (його історичність не є певною), або Феодор, єпископ Октодура, у 381 році або раніше. Перші християнські релігійні споруди датуються IV століттям; вони знаходяться в Женеві, Курі та Сен-Морісі, відомому за легендою про Фіванський легіон.

## Занепад римської цивілізації у Швейцарії

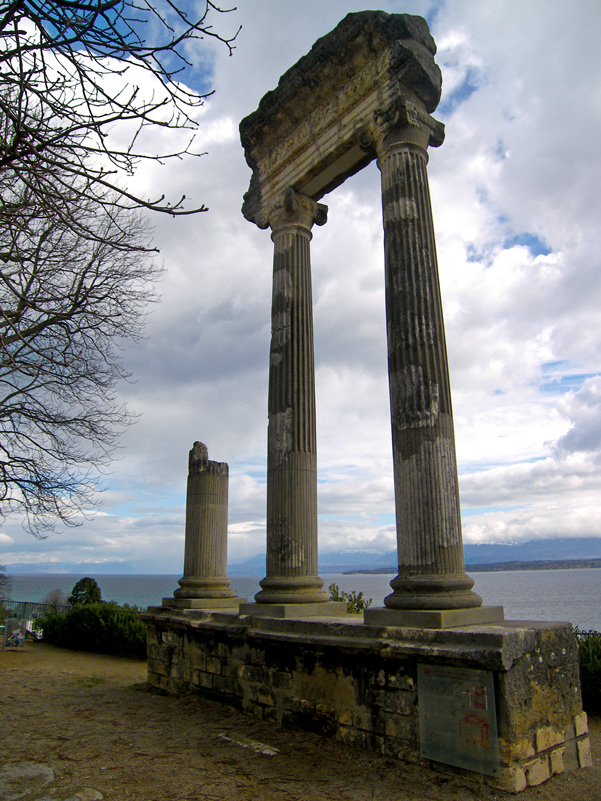
Залишки колонії Ньйон з видом на Женевське озеро

### Катастрофа 260 року
Порядок і процвітання, які Швейцарії приніс Pax Romana, завершилися, як і в інших частинах імперії, з початком Кризи третього століття. У 260 році, коли Галльська імперія ненадовго відокремилася від Риму, імператор Галлієн вивів легіони з Рейну, щоб боротися з узурпатором Інгенуєм, дозволивши войовничим алеманам увійти на Швейцарське плато. Тоді ж міста, села та більшість villae були розграбовані або зруйновані мародерськими загонами. Численні сховища монет, знайдені з періоду між 250 і 280 роками, свідчать про тяжкість кризи. Лише Вале, захищений горами, уникнув цих нападів.

### Прикордонні землі

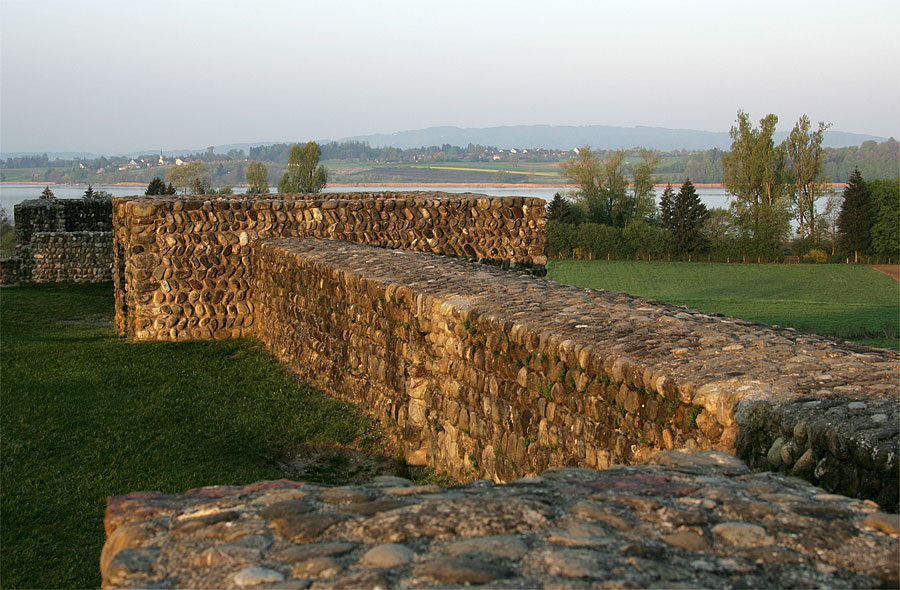
Римський каструм Іргенгаузен

Коли кордони імперії відступили до Рейну, Швейцарія знову стала прикордонною зоною. Її оборона була посилена, особливо за часів Діоклетіана та Костянтина, які відновили дороги і збудували замки (лат. castra) вздовж них. Багато укріплень було побудовано вздовж рейнського кордону і далі на південь, забезпечуючи глибоку оборону. Прикордонні укріплення були завершені Валентиніаном I у 371 році, який встановив низку сторожових веж вздовж Рейну від Боденського озера до Базеля, при цьому кожна вежа знаходилася не більше ніж за 2 км від наступної.
Але навіть ці зусилля не змогли відновити мир і порядок у Швейцарії, і багато поселень були покинуті, оскільки їхні мешканці втекли до більш захищених місць або на південь. Міська культура занепала, оскільки міста Ньйон та Аугуста Раурика були назавжди покинуті протягом IV століття, а камені їхніх руїн використовувалися для укріплення Женеви та Базеля. Авентик ніколи не відновився після своїх розграбувань: Амміан Марцеллін відзначав близько 360 року, що «місто колись було дуже славним, як свідчать його напівзруйновані будівлі».

### Перехід до середньовіччя

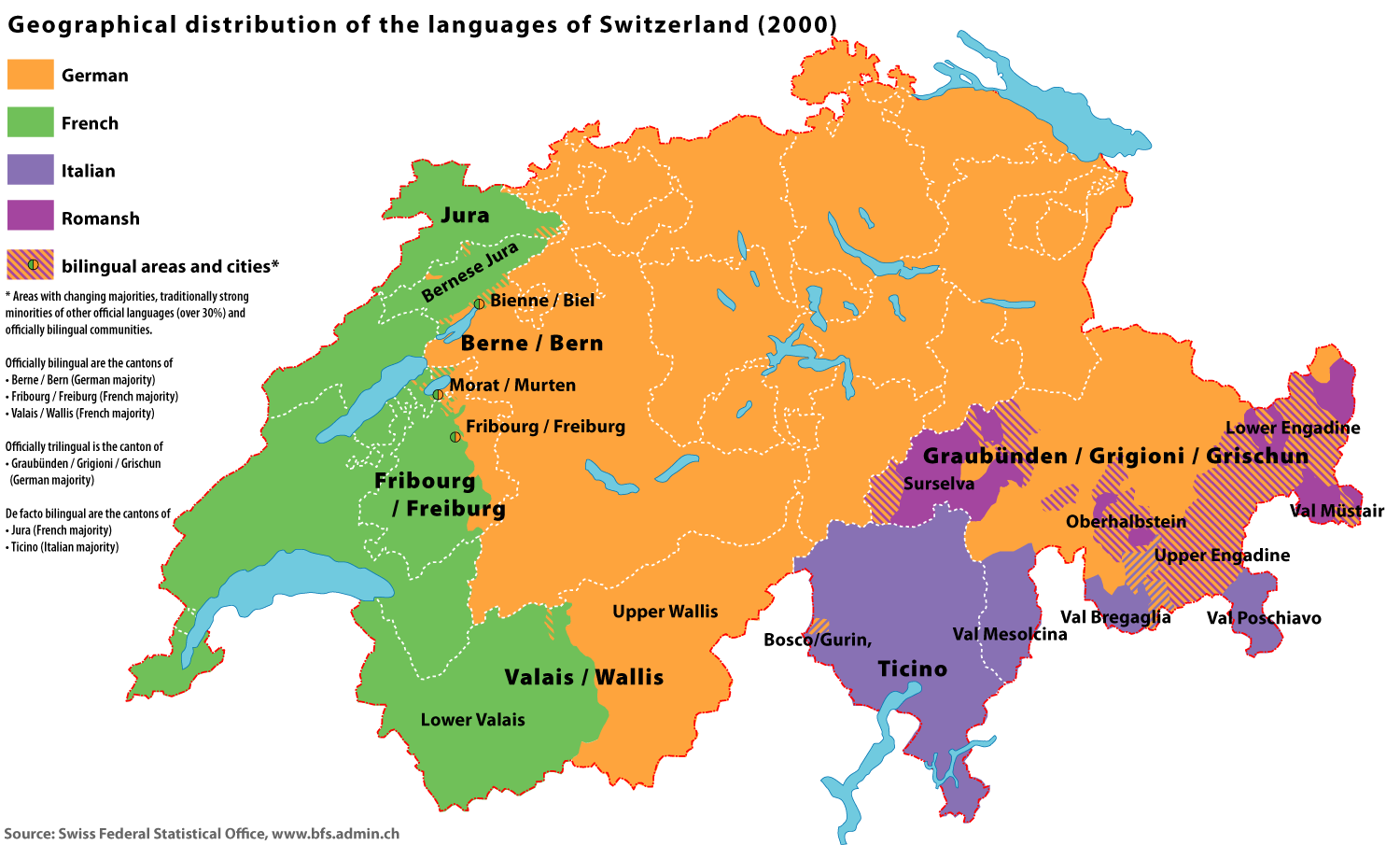
Післяримський поділ Швейцарії між бургундами та алеманами зберігається в розподілі мов у Швейцарії

Кінцем римської епохи Швейцарії традиційно вважається 401 р. н. е., коли Стиліхон вивів усі війська з Рейну та Дунаю. Однак стверджувалося, що виведення було лише тимчасовим і частковим, і що римський контроль над цими річками був відновлений у 411—413 роках за допомоги племен, що пересувалися з Германії на південь.
У V столітті західна Швейцарія мирно перейшла під контроль бургундів, яких Флавій Аецій поселив там у 443 році як захист від гунів, а північні та центральні регіони зайняли алемани. При цьому військового опору не відбулося, адже римські війська були відсутні або ослаблені. Це розселення визначило основний культурний і мовний поділ сучасної Швейцарії: бургундські території згодом стали франкомовною Романдією, а в більшій східній частині, відомій як фр. la Suisse alémanique, і досі розмовляють різновидами алеманської німецької.
Реція довше утримувала римські традиції, ніж інші частини Швейцарії, але з часом більшість її територій була асимільована. Лише невелика область зберегла мову, що походить від народної латини, — романшську. Вбивство Аеція у 454 році та відступ римських військ на південь від Альп ознаменували остаточний кінець римського правління в Швейцарії та початок Середньовіччя.